# 習志野俘虜収容所
習志野俘虜収容所（ならしのふりょしゅうようじょ）は、千葉県千葉郡幕張町実籾字実花新田（現・習志野市東習志野）にあった陸軍習志野演習場区域内に開かれた俘虜収容所。なお、俘虜情報局編『大正三四年戦役俘虜写真帖』には「収容所位置」として、千葉県千葉郡二宮村と書かれている。
第一次世界大戦期、日独戦ドイツ兵捕虜約1,000人を収容した事で後世に知られるようになった。収容所長は西郷隆盛の嫡子である西郷寅太郎大佐が務めていた。また、西郷所長が在職中に死亡した後は、山崎友造大佐（後に少将）が収容所の閉鎖まで所長を務めた。1920年4月に閉鎖されたが、1923年9月、関東大震災を受けて復活。「陸軍習志野支鮮人収容所」と名づけられ、3700人を超える朝鮮人や中国人が「保護」の名目で収容された。
なお、第一次世界大戦前、習志野市には日露戦争後にロシア兵捕虜（最大1万5000人）を収容した施設も設けられていた（1906年閉鎖）。

## 概要
第一次世界大戦で日本はドイツに宣戦布告し、ドイツの租借地であった中華民国青島を攻撃。1914年（大正3年）11月、約5000人のドイツ兵捕虜が日本に送られ、当初は習志野を含めた16ヶ所に収容された。その後、施設は6ヶ所に集約され、習志野には東京、福岡、久留米、静岡、大分からのドイツ兵捕虜も含めた918人が収容された。
収容所の開設期間は1915年（大正4年）から1920年（大正9年）。収容所は総面積95,000m2、居住棟面積8,000m2で、バラック造の10棟に加え、体操場、運動場、テニスコート3面などを備えた大規模な施設だった。
1919年（大正8年）にヴェルサイユ条約が発効したことでドイツ兵捕虜は順次帰国し、1920年（大正9年）1月に最後まで残っていた総督が帰国したのち4月1日に閉鎖された。
なお、カール・ビュッティングハウス（目黒にソーセージ店を開業）、ヘルムート・ケーテル（日本人女性と結婚し銀座にドイツレストラン「ケテル」を開業）、ヨハネス・ユーバーシャル（甲南大学教授）、オスカル・フォン・ヴェークマン（松山高等学校や陸軍士官学校でドイツ語教師）など日本に残った者もいる。
2005年（平成17年）11月13日付の産経新聞「日露戦争捕虜収容所の写真集発見」が報じたところによると、習志野に収容されたロシア兵の生活を克明に記録した写真50枚が陸上自衛隊衛生学校で発見されている。陸軍東京予備病院の岡谷米三郎一等軍医が1905年（明治38年）12月10日に撮影したもので、約15,000人が暮らした収容所内の炊事場、洗濯場やロシア正教の礼拝、学校、ビリヤードやトランプを楽しむ遊戯室、散歩中芝生に横たわるロシア兵などが写し出されており、国際法に則った処遇ぶりがわかるものとなっている。

## 捕虜の生活について
日常生活では洗濯物の請負のために近所の主婦が出入りしたり、肉屋での買い物など近隣住民との交流があった。収容棟と収容棟の間には菜園が作られ、ビールやワインの醸造までも行われていた。また、御滝不動尊金蔵寺への遠足や稲毛海岸への外出も定期的に行われていた。

### 演劇・スポーツ・音楽
ドイツ人捕虜は徴兵された者が大半であり、母国で様々な職業技術を習得している者も多かった。日本側が用意した収容棟の他に、ドイツ人捕虜の中で建築技術を持った者がラウベ（あずまや）と呼ばれる小屋や演奏会・演劇を行う為の野外ステージを作り、捕虜劇団はイプセンに挑戦し、捕虜仲間を講師にした「捕虜カレッジ」や映画鑑賞も行われていた。
また、サッカーやホッケー、テニス等のスポーツも行われた。「習志野捕虜オーケストラ」（指揮はハンス・ミリエス）も組織され、ベートーヴェン、モーツァルト、シューベルト等の諸作品やヨハン・シュトラウス2世の「美しく青きドナウ」が演奏され、単調な捕虜生活を彩っていた。

### 「エーリッヒ・カウルの日記」
ドイツ兵エーリッヒ・カウルによる、海軍配属から青島での戦闘、東京俘虜収容所と習志野俘虜収容所での生活、1919年12月の帰国などをまとめた「エーリッヒ・カウルの日記」が残されている。2019年9月に「エーリッヒ・カウルの日記」は習志野市文化財に指定された。

## 文化交流について
収容所内の印刷所では日本情緒あふれる絵はがきが作られた他、ドイツ兵の中には日本の文化に深い興味をもち、日本の民話の翻訳に没頭する者（フリッツ・ルンプ）もいた。また、地域との交流も行われており、演芸会をのぞきにきた地域の子供達がドイツ兵からラムネをもらったり、収容所見学に来た小学生の一行にドイツ兵が「ボトルシップ」をプレゼントしたなどのエピソードも残されている。
その交流を通じて石鹸やマヨネーズなどの製法も伝えられたが、中でもカール・ヤーンら5名のソーセージ職人は、千葉市に新設された農商務省畜産試験場の求めに応じてソーセージ作りの秘伝を公開し、この技術は農商務省の講習会を通じて、日本全国に伝わっていった。そこで習志野を「ソーセージ製法伝来の地」と見る説もある。その他、同収容所から房総の牧場に出張してコンデンスミルクの技術指導をした者、東京銀座のカフェーで洋菓子作りの指導を行った者などが知られている。日独開戦前、山梨県のぶどう園（現、サントリー登美の丘ワイナリー）に招かれ、指導にあたったワイン技師・ハインリッヒ・ハム（解放後は帰国）なども収容されていた。

## スペインかぜの流行
4年半に及ぶ習志野での捕虜生活において最大の事件は、1918年の秋から世界中で大流行した「スペインかぜ」（インフルエンザ）によって、25名のドイツ兵と西郷所長が命を落としたことであった。12月に最初の死者が出て、2番目の犠牲者は西郷所長であった。1919年1月1日、朝から高熱を出していた西郷は医師が止めるのも聞かず、乗馬で収容所へ向った。年頭のあいさつとして敗戦の衝撃に沈んでいるドイツ兵を励まし、この新年が彼らにとって帰国の年となることを伝えようとしたのである。あるドイツ兵は、所長の死亡はこの日の午後4時であったと記している。
スペインかぜで倒れた者、その他の持病で亡くなった者計30名のドイツ兵の墓碑は、習志野陸軍墓地（現習志野霊園、船橋市）にある。
1955年（昭和30年）、日独国交回復により習志野霊園内にドイツ兵士の慰霊碑が建立された。毎年11月の国民哀悼の日になると駐日ドイツ大使館の駐在武官を迎えて慰霊祭が行われている。

## 関東大震災

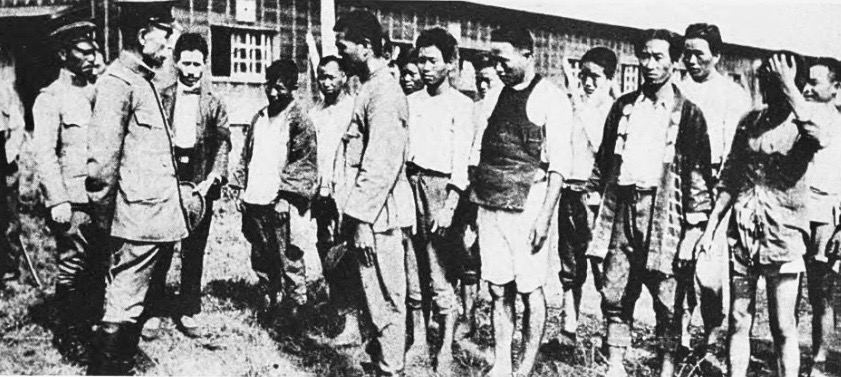
関東大震災発生後に習志野俘虜収容所に収容された朝鮮人・中国人。左から2人目は、視察に訪れた関東戒厳司令官の山梨半造（1923年9月28日撮影）。

関東大震災発生から4日後の1923年（大正12年）9月5日、政府は朝鮮人迫害を自重するようにとの告諭を発し、「保護」の名目で朝鮮人・中国人を集め各地の収容所に送り込んだ。習志野の俘虜収容所は1920年4月に閉鎖されていたが復活。「陸軍習志野支鮮人収容所」と名づけられ、3700人を超える朝鮮人・中国人が収容された。
しかし収容所内とて安全ではなく、陸軍習志野支鮮人収容所でも虐殺が行われた。習志野に収容された朝鮮人・中国人らは釈放されたものの、付近の地元自警団が引き取るようにいわれ、そこで再び地元の自警団によって多数が殺害された。